# Broncopolmonite
La broncopolmonite (polmonite lobulare), è uno dei due tipi di polmonite batterica classificati per la presenza di masse solide. Nella polmonite batterica, l'invasione del batterio nel parenchima polmonare produce una risposta infiammatoria. Questa risposta porta quindi al riempimento delle cavità alveolari di essudato. La perdita di sacche aerifere e il loro riempimento da parte dell'essudato è chiamato consolidamento. Nella broncopolmonite, o polmonite lobulare, ci sono focolai di infezione multipli o isolati e consolidamenti acuti che affliggono uno o più lobi polmonari.
Si deve notare che sebbene i due tipi di polmonite, lobare e lobulare, siano i classici esempi di polmonite batterica, nella pratica clinica sono di difficile riconoscimento, in quanto le caratteristiche spesso si sovrappongono. La broncopolmonite (lobulare) spesso evolve in un'infezione più estesa e porta a una polmonite lobare. Lo stesso microrganismo può causare un tipo di polmonite in un paziente, e un altro tipo in un altro soggetto. Dal punto di vista clinico, identificare la causa scatenante l'infezione e valutare l'entità della malattia è nettamente prioritario rispetto a distinguere il sottotipo anatomico della polmonite stessa.

## Anatomia patologica
Macroscopicamente: focolai multipli di consolidamento presenti nei lobi basali, spesso bilaterali. Queste lesioni hanno un diametro di circa 2–4 cm, dall'aspetto asciutto, color giallo-grigio, spesso situati intorno ad un bronchiolo e poco limitanti e che quindi tendono spesso ad aggregarsi, specialmente nei bambini.
Microscopicamente: un focolaio infiammatorio è situato al contorno di un bronchiolo con una bronchiolite acuta (essudato purulento - pus - all'interno del lume e delle pareti dello stesso bronchiolo). Gli spazi alveolari che circondano il bronchiolo sono ricchi in neutrofili ("leucociti alveolari"). È presente un'importante congestione del lume. I focolai infiammatori sono, di norma, separati da tessuto alveolare sano.